# 荷兰-印度尼西亚联盟

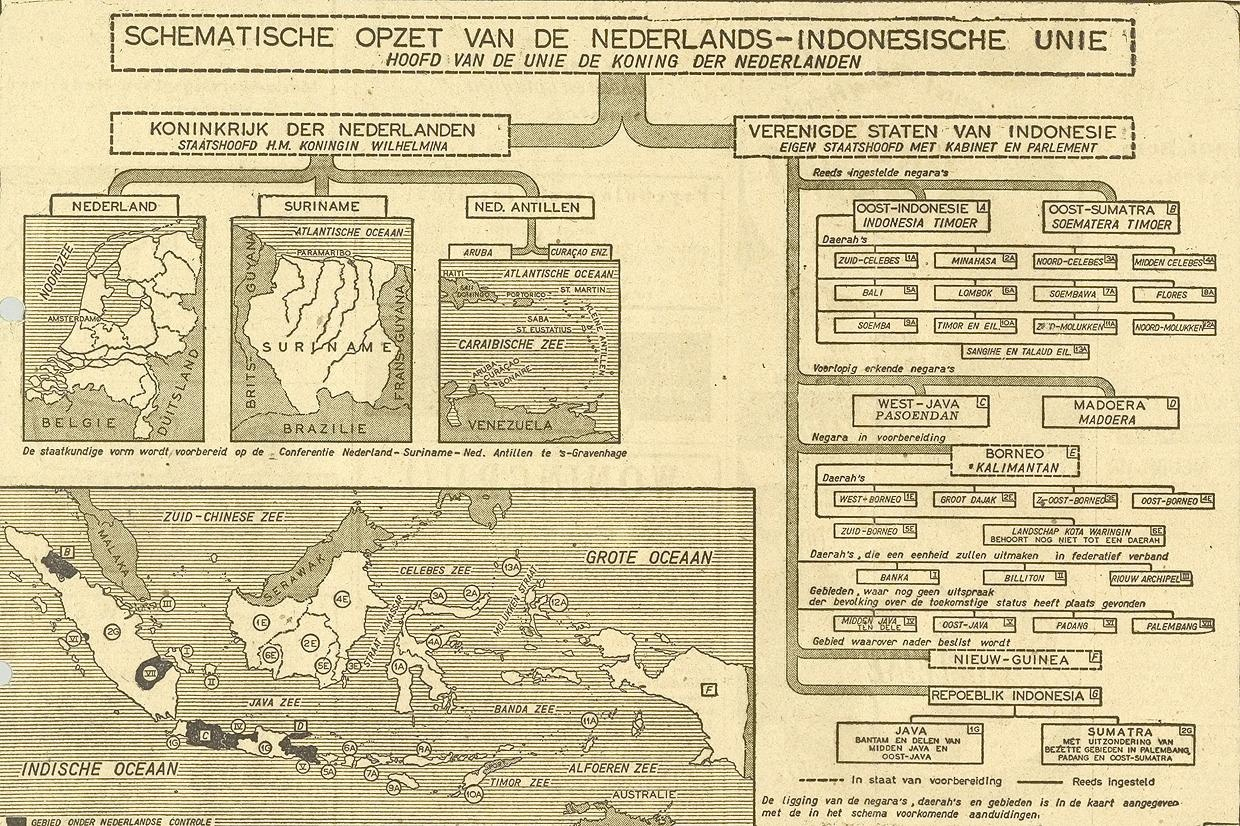
荷兰-印度尼西亚联盟疆域图

荷兰-印度尼西亚联盟（荷蘭語：Nederlands-Indonesische Unie，缩写为NIU，缩写为UIB），也被荷兰人称为两国方案，是1949年—1956年荷兰与印度尼西亚之间存在的邦联关系。该协议于1949年达成，旨在使荷兰通过共主邦联形式与其前殖民地——荷属东印度（独立后称印度尼西亚）保持联系。然而，这一联盟的效果不如同时期的法兰西联盟，也没有英联邦那样持久。这一松散的联盟最终因荷属新几内亚争议而趋于瓦解，并于1954年被印度尼西亚单方面宣布取消。1956年2月，该联盟正式解散。